# Party Down
Party Down é uma série de comédia americana criada por John Enbom, Rob Thomas, Dan Etheridge, e Paul Rudd no ar pela Starz nos Estados Unidos e pela Super Channel no Canadá. A série foi exibida no Brasil pelo canal I.Sat.
De acordo com a E! Online, Party Down foi renovado para a segunda temporada. Todo os membros do elenco voltarão, com exceção de Jane Lynch, que estrelará a nova série da FOX Glee.

## Sinopse
Delícia. Prazer imenso. Série frugal, gostosa, despretensiosa, com o textinho esperto de Rob Thomas (sim, ele, o criador de "Veronica Mars" e a direção de Fred Savage). "Party Down", série nova de algum canal americano obscuro sobre atores meio falidos/tentando a sorte na carreira que se sustentam trabalhando num serviço de buffet.

## Elenco
- Adam Scott é Henry Pollard
- Ken Marino é Ron Donald
- Jane Lynch é Constance Carmell
- Ryan Hansen é Kyle Bradway
- Martin Starr é Roman Debeers
- Lizzy Caplan é Casey Klein
- Aviva Farber é Mandy (2 episódios, 2010)

## Produção
A série tem como Produtor Executivo Rob Thomas, e John Enbom, Paul Rudd e Dan Etheridge.